# Teracotona obscurum
Teracotona obscurum là một loài bướm đêm thuộc phân họ Arctiinae, họ Erebidae.